# Schlacht bei Schwanez
Schowti Wody (1648) – Korsun (1648) – Starokostjantyniw (1648) – Pyljawzi (1648) – Pohost (1648) – Lojew I (1649) – Zahal (1649) – Sbarasch (1649) – Sboriw (1649) – Krasne (1651) – Kopytschynzi (1651) – Berestetschko (1651) – Lojew II (1651) – Bila Zerkwa (1651) – Batoh (1652) – Kamjanez-Podilskyj (1652) – Monastyryschtsche (1653) – Suceava (1653) – Schwanez (1653)
Die Schlacht bei Schwanez (oder Schlacht von Schwanez/ Belagerung von Schwanez) fand zwischen September und Dezember 1653 statt. Sie war die letzte militärische Auseinandersetzung des Chmelnyzkyj-Aufstandes.
Die Auseinandersetzung zwischen den 30 bis 40.000 Mann starken Truppen der verbündeten Saporoger Kosaken unter Bohdan Chmelnyzkyj und der Krimtataren unter İslâm III. Giray einerseits und den etwa 30.000 Mann starken polnisch-litauischen Truppen unter Johann II. Kasimir andererseits wurde nach der Stadt Schwanez in der heutigen Oblast Chmelnyzkyj, Ukraine benannt, bei welcher sie stattfand.

## Verlauf

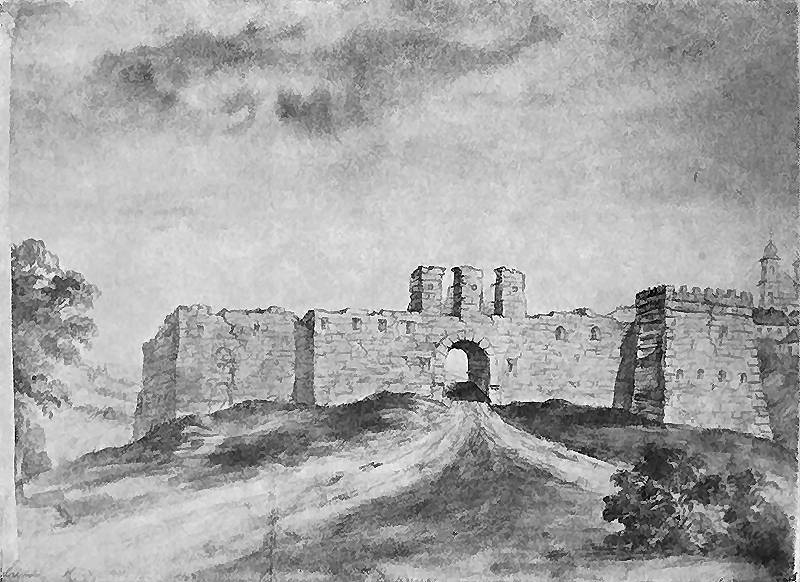
Napoleon Orda zwischen 1871 und 1873: Festung Schwanez

Nachdem sich die Truppen der Polnischen Kronarmee im August 1653 in der Festung Schwanez verschanzt hatten und die Befestigung verstärkten, wurden sie von der vereinigten Armee der Kosaken und Krimtataren belagert. Nachdem einige polnische Ausbrüche in der ersten Novemberhälfte gescheitert waren, wurde die Lage für die Polen aussichtslos. In der Festung brachen Epidemien und eine Hungersnot aus, sodass bis Dezember mindestens 10.000 Fußsoldaten starben und von anfangs 20.000 Kavalleristen nur noch 5000 einsatzfähig waren. Den Polen drohte eine schwere Niederlage und Bohdan Chmelnyzkyj war zuversichtlich, dass der polnische König bald kapitulieren müsse.
Jedoch vereinbarte sein Verbündeter Khan İslâm III. Giray am 16. Dezember 1653 einen separaten Waffenstillstand mit den Polen, sodass Chmelnyzkyj die Belagerung beenden musste. Er erreichte lediglich eine Erneuerung des am 17. August 1649 geschlossenen Vertrages von Sboriw durch die Polen, die daraufhin die Festung verlassen konnten.
Da sich die Tataren als unzuverlässige Verbündete erwiesen hatten, zogen die Kosaken nach Beendigung der Kampfhandlungen Richtung Perejaslaw, wo sie 1654 den Vertrag von Perejaslaw mit dem Zarentum Russland schlossen.